# Аеродром Кавала
Међународни аеродром „Александар Велики” Кавала (грч. Κρατικός Αερολιμένας Καβάλας „Μέγας Αλέξανδρος”) је међународни аеродром града Кавале на северу Грчке. Аеродром се налази 15 km источно од града, на путу ка Ксантију.
Аеродром Кавала подједнако користе и туристи до летовалишта на тракијском делу грчке обале, укључујући и оближњи Тасос, као становништво овог дела државе до Атине, који је од ње прилично удаљен копном (700–800 km). 2024. године кроз аеродром је прошло близу 300 хиљада путника.